# The Modern Jazz Quartet Plays One Never Knows (Original Film Score for ''No Sun in Venice'')
| Recensione | Giudizio |
| ---------- | -------- |
| AllMusic   | [ 3 ]    |

The Modern Jazz Quartet Plays One Never Knows (Original Film Score for No Sun in Venice) è un album discografico dei The Modern Jazz Quartet, pubblicato dalla casa discografica Atlantic Records nel luglio del 1958.

## Il disco
Nel dicembre del 1956 il Modern Jazz Quartet si trovava a Parigi per un concerto da tenere al St. Germain-des-Prés, tra gli spettatori accorsi per ascoltare il gruppo c'era Raul Levy, produttore del film An God Created Woman e altri successi cinematografici internazionali.
Levy, che non era solo andato per ascoltare il concerto, ma anche per proporre a John Lewis di scrivere la colonna sonora del nuovo film che stava per produrre dal titolo Sait-on jamais, interpretato dalla star francese Françoise Arnoul, il produttore voleva sapere se John sarebbe stato libero di comporre la musica di sottofondo del film la cui esecuzione doveva essere affidata rigorosamente al The Modern Jazz Quartet.
John acconsentì a scrivere la partitura e ci lavorò assiduamente durante le sue scarse ore di svago mentre lui e il Quartetto erano in tournée negli Stati Uniti nei primi mesi del 1957.
Nonostante il fatto che parte della musica sia stata scritta a Los Angeles, in parte a Chicago e in parte a New York, la colonna sonora ha una solida  e ben organizzata unità strutturale.
Si trattava della prima colonna sonora di un film scritta da John Lewis e rappresentava una sfida speciale, lo stesso Lewis disse che la musica jazz può apparire limitata nell'espressione (quindi in apparenza poco adatta ad una soundtrack), viene usata in particolari occasioni drammatiche o in film musicali, raramente in un contesto universale, in questo caso doveva portare un grado di emozioni per accompagnare la trama del film dall'inizio alla fine.
Sait-on jamais (una traduzione letterale di One Never Knows), che sarà pubblicato negli Stati Uniti come No Sun in Venice dalla Kingsley International Pictures, è una storia che si svolge a Venezia.
Nei personaggi principali ci sono tre giovani: Sophie, Michel e Sforzi e un uomo più anziano, il barone Von Berger, la cui influenza domina la loro vita per il periodo durante il quale si svolge la storia.
Il brano chiave della colonna sonora di John Lewis è la composizione "Three Windows", sarà la base musicale per la band di Lewis dei tre principali personaggi maschili, il pezzo stesso ha la forma di una fuga tripla, la fuga viene utilizzata nel tipico schema utilizzato dal The Modern Jazz Quartet.
Il primo tema di Three Windows che viene eseguito dal vibraharp è identificato nel protagonista maschile Michel. Il vibraharp usa questo tema come base per l'improvvisazione nell'episodio successivo all'esposizione di questo tema, anche gli altri due strumenti partecipano all'esposizione.
Il secondo soggetto di Three Windows è interpretato dal contrabbasso ed è associato al vecchio Baron Von Berger, gli annunci di questo tema sono gestiti dal basso e dal pianoforte, mentre il vibraharp continua con il primo tema, un episodio improvvisato del contrabbasso segue l'uso del materiale del secondo tema.
Nell'ultima sezione, il terzo tema appare dichiarato dal piano ed è leit-motif del secondo protagonista maschile, Sforzi. Qui nell'ultima sezione, i tre strumenti sono combinati, tre composizioni complete sono sviluppate da questi tre temi.
The Golden Striker, uno sviluppo scintillante e vibrante del primo tema di Three Windows, il tema-Michel, è stato ispirato da uno spettacolo turistico familiare a Venezia: le figure a grandezza naturale su uno degli edifici vicino alla Cattedrale di San Marco che ruotano attorno a scoccare le ore.
Cortege si basa sul secondo tema di Three Windows e, come suggerisce il titolo, viene utilizzato come musica funebre nel film.
Like The Golden Striker, evidenzia una dualità, europea e afro-americano, nelle radici psicologiche e nelle risorse musicali del compositore, che insiste: "Questa è la mia Venezia e non è forse la stessa cosa che Raoul Levy sta cercando nel film, conosco la storia di Venezia, la musica che ha prodotto, adoro la sua commedia dell'arte che nella mia Fontessa le ho dato un'espressione musicale. Nel vedere una colorata processione funebre sul Canal Grande, tuttavia, non posso fare a meno di pensare ai funerali di New Orleans, che sono felici oltre che tristi, e quella doppia immagine nella mia mente è senza dubbio riflessa nella mia musica."
The Rose Truc è associato all'attività di Sforzi nel film ed è sviluppato dal terzo tema di Three Windows, la musica si ascolta in molte scene, il titolo tuttavia, si riferisce a una scena in cui, con l'aiuto di una rosa, Sforzi cerca di conquistare il cuore di Sophie, The Rose Truc, sebbene tecnicamente non sia un blues, si basa essenzialmente su materiale blues. In questo pezzo c'è una completa integrazione dei quattro strumenti in cui ogni membro del quartetto la rispetta ammirevolmente.
One Never Knows è il pezzo che rappresenta il personaggio e la personalità dell'eroina, Sophie, interpretata da Françòise Arnoul, è una composizione adorabile e lirica che, attraverso una variazione costante, dà un'impressione poliedrica della ragazza. La sua ultima sezione ha la sensazione di una canzone italiana in barca.
Venice è una canzone molto semplice ma emozionalmente efficace usata in una scena di un night club in Sait-on jamais, non è stato utilizzato per alcuno sviluppo drammatico ma ha molto interesse musicale a sé stante.
Questi sei brani furono eseguiti pubblicamente dal Modern Jazz Quartet di New York il 12 maggio 1957, in un concerto al Town Hall insieme alle opere da camera di Erik Satie e Claude Debussy.
Il Quartetto ricevette per queste suite recensioni entusiastiche dalla critica nella prima dei loro concerti eseguiti sia negli Stati Uniti sia in Europa.

## Tracce

### LP
Lato A
1. The Golden Striker – 3:39 (John Lewis)
2. One Never Knows – 9:20 (John Lewis)
3. The Rose Truc – 4:55 (John Lewis)

Lato B
1. Cortege – 7:24 (John Lewis)
2. Venice – 4:26 (John Lewis)
3. Three Windows – 6:43 (John Lewis)

## Formazione
The Modern Jazz Quartet
- Milt Jackson – vibrafono
- John Lewis – piano
- Percy Heath – contrabbasso
- Connie Kay – batteria

Note aggiuntive
- Nesuhi Ertegun – produttore, supervisione
- Tom Dowd – ingegnere delle registrazioni
- Marvin Israel – design copertina album originale
- Gary Kramer – note retrocopertina album originale [4]